# Championnat du Gabon de football 1992
Navigation
Saison précédente Saison suivante
La saison 1992 du Championnat du Gabon de football est la seizième édition du championnat de première division gabonaise, le Championnat National. Il se déroule sous la forme d’une poule unique avec huit formations, qui s’affrontent à plusieurs reprises. À l’issue du championnat, le dernier du classement final est relégué en deuxième division.
C'est l’AS Sogara, tenant du titre, qui remporte à nouveau le championnat cette saison, après avoir terminé en tête du classement final, avec six points d’avance sur le Shellsport FC et sept sur Petrosport FC. C'est le quatrième titre de champion du Gabon de l'histoire du club.

## Les clubs participants
| - USM Libreville - ASMO Libreville - AS Sogara - AS Mangasport - Shellsport FC - Petrosport FC - Delta FC - Cercle Sportif Batavéa |

## Compétition

### Classement
| Rang | Équipe                 | Pts | J  | G  | N | P  | Bp | Bc | Diff |
| ---- | ---------------------- | --- | -- | -- | - | -- | -- | -- | ---- |
| 1    | AS SogaraT             | 44  | 24 | 19 | 0 | 5  | 43 | 22 | +21  |
| 2    | Shellsport FC          | 38  | 24 | 13 | 5 | 6  | 37 | 22 | +15  |
| 3    | Petrosport FC          | 37  | 24 | 13 | 5 | 6  | 40 | 34 | +6   |
| 4    | Delta FCC              | 26  | 24 | 11 | 2 | 11 | 44 | 37 | +7   |
|      | ASMO Libreville        |     |    |    |   |    |    |    |      |
|      | AS Mangasport          |     |    |    |   |    |    |    |      |
|      | USM Libreville         |     |    |    |   |    |    |    |      |
| 8    | Cercle Sportif Batavéa |     |    |    |   |    |    |    |      |

|  | Qualification pour la Coupe des clubs champions africains 1993 |
|  | Qualification pour la Coupe des Coupes 1993                    |
|  | Qualification pour la Coupe de la CAF 1993                     |
|  | Relégation directe en deuxième division                        |
|  | T : Tenant du titre C : Vainqueur de la Coupe du Gabon         |

## Bilan de la saison
| Championnat du Gabon de football 1992                             |                        |
| Champion                                                          | AS Sogara (4e titre)   |
| Coupes et trophées                                                |                        |
| Vainqueur de la Coupe du Gabon 1992                               | Delta FC               |
| Qualifications continentales                                      |                        |
| Coupe d'Afrique des clubs champions 1993                          | AS Sogara              |
| Coupe des Coupes 1993                                             | Delta FC               |
| Coupe de la CAF 1993                                              | Shellsport FC          |
| Promotions et relégations                                         |                        |
| Promus en Championnat National                                    | Aucun                  |
| Relégués en Championnat du Gabon de football de deuxième division | Cercle Sportif Batavéa |